# チャンピーノ
チャンピーノ（伊: Ciampino）は、イタリア共和国ラツィオ州ローマ県にある、人口約39,000人の基礎自治体（コムーネ）。
ローマの南東に位置し、チャンピーノ空港の所在地である。

## 地理

### 位置・広がり
チャンピーノは、ローマ中心部の南東約14kmに位置する。ティヴォリからは南西へ約24km、ラティーノからは北北西へ45kmの距離にある。

#### 隣接コムーネ
隣接するコムーネは以下の通り。
- グロッタフェッラータ - 東
- マリーノ - 南東
- ローマ - 北西

### 気候分類・地震分類
チャンピーノにおけるイタリアの気候分類 (it) および度日は、zona D, 1582 GGである。
また、イタリアの地震リスク階級 (it) では、zona 2B (sismicità media) に分類される。

## 歴史
自治体としてのチャンピーノが成立したのは1974年で、それまではマリーノの分離集落であった。
2004年9月8日、共和国大統領命令により都市（città）の格を得た。

## 行政

### 分離集落
チャンピーノには、以下の分離集落（フラツィオーネ）がある。
- Acqua Sotterra, Casabianca, Mola Cavona, Pantanelle, Valle Copella

## 交通

### 空港
ローマ・チャンピーノ空港（ジョヴァン・バッティスタ・パスティーネ空港）が所在する。フィウミチーノ空港とともに、ローマ空港株式会社 (Aeroporti di Roma SpA) が運営にあたっている。

### 鉄道
トレニタリア
- ローマ＝アルバーノ線
  - チャンピーノ駅 (it)  - アックア・アチェトーザ駅 (it)  - サッソーネ駅 (it)